# 三股町
三股町（みまたちょう）は、宮崎県の中央部に位置する町。北諸県郡に属しており、同郡を構成する唯一の町である。

## 地理
町域の西側は都城盆地、東側は鰐塚山地である。鰐塚山地の最高峰である鰐塚山は町域の北東にある。市街地は西に隣接する都城市と一体化している。

### 隣接する自治体
- 宮崎市
- 都城市
- 日南市

### 地名

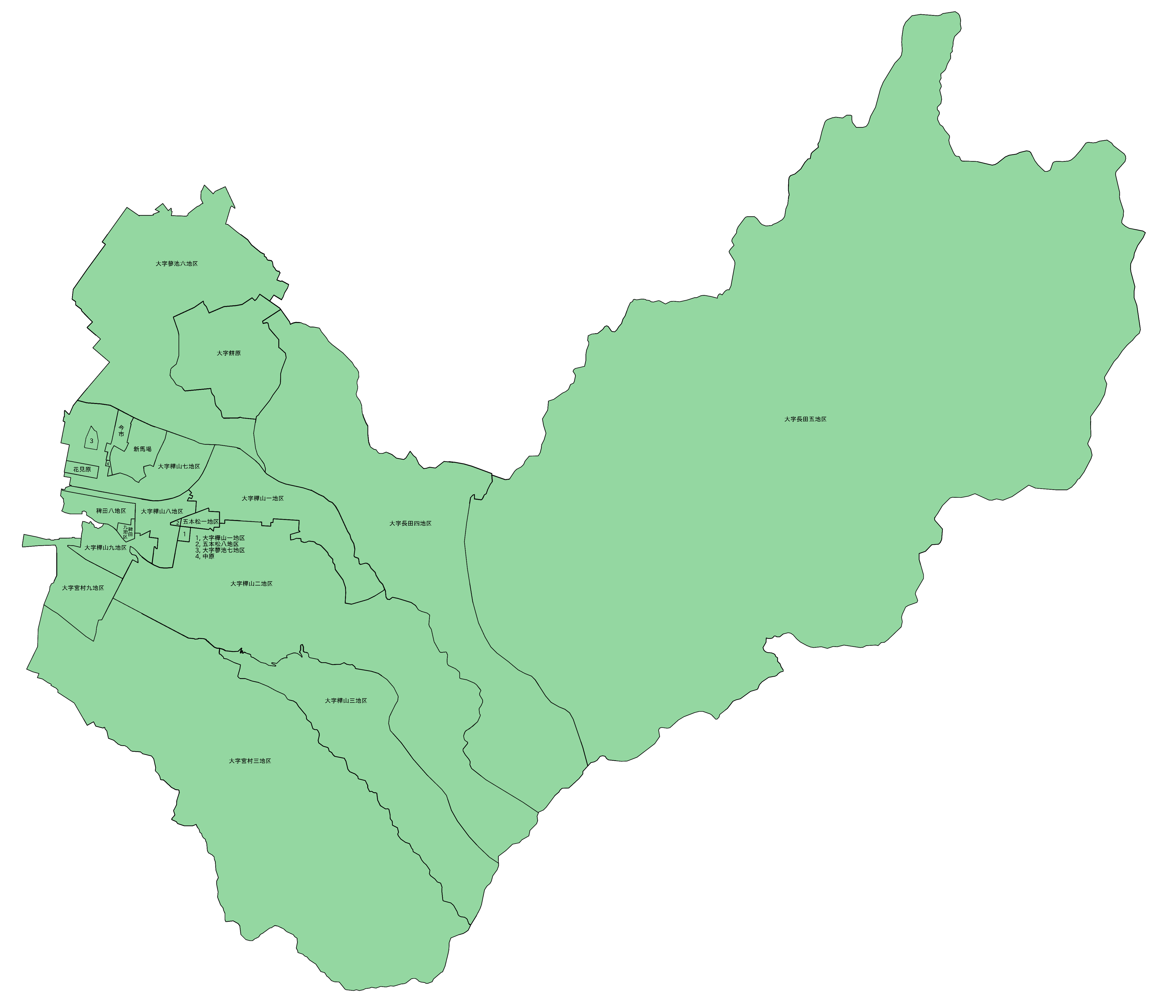
三股町地図

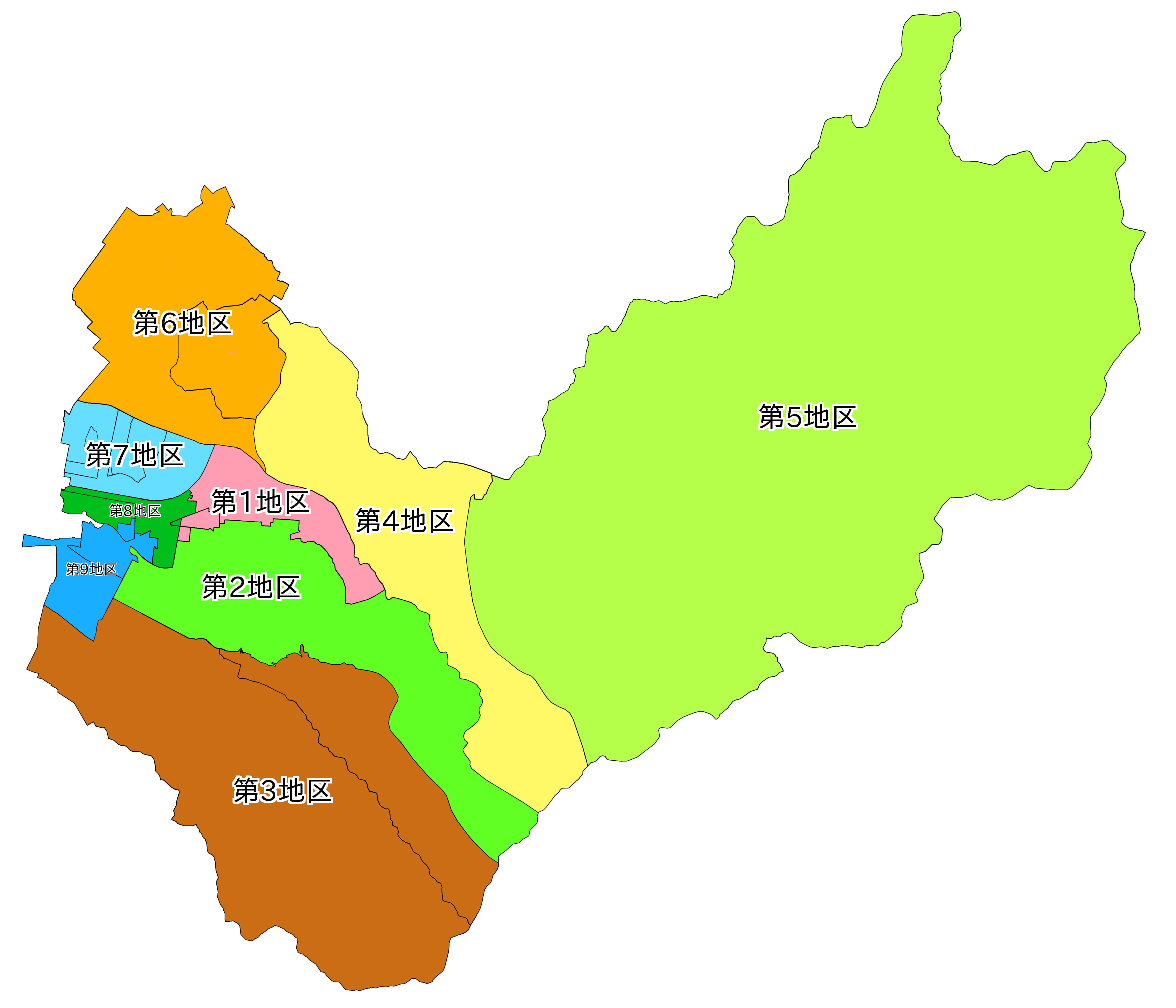
地域区分

- 樺山
- 蓼池
- 長田
- 宮村
- 餅原
- 五本松(1978年、樺山より独立）
- 稗田(1980年、樺山より独立）
- 今市(1984年、樺山より独立）
- 新馬場(1984年、樺山より独立）
- 中原(1984年、樺山より独立）
- 花見原(樺山より独立。年不詳）

## 歴史
大荘園島津荘のうち三股院として発展。特に、島津氏支族で樺山資久を始祖とする樺山氏が戦国期に当地を治めた。
- 1889年5月1日 - 町村制施行により宮村、樺山村、長田村、餅原村、蓼池村が合併し北諸県郡三股村が村制施行。
- 1948年5月2日 - 単独町制施行。三股町となる。

- 2021年「物価・家賃の満足度が高い街」[2]、｢幸福度｣[3]ランキングで三股町は全国3位、九州では1位にランクインした。

### 平成の大合併
平成の大合併の動きを受け、2003年1月北諸県郡下全五町により「北諸地域任意合併協議会」設置。当初は都城市を外した形での合併を構想。しかし、中核都市抜きの合併交渉は進展せず、同年5月合併協議会に都城市がオブザーバー参加、方向性として、都城市＋北諸県郡での合併構想が進む。 三股町としては、自治体としての独立性を維持できないとして、12月合併協議会からの離脱を表明。残る北諸県郡4町と都城市は、翌年より具体的な合併協議を進め、2005年2月合併協定を調印、2006年1月1日合併した。その結果、三股町は北諸県郡に残る唯一の自治体となった。

## 行政

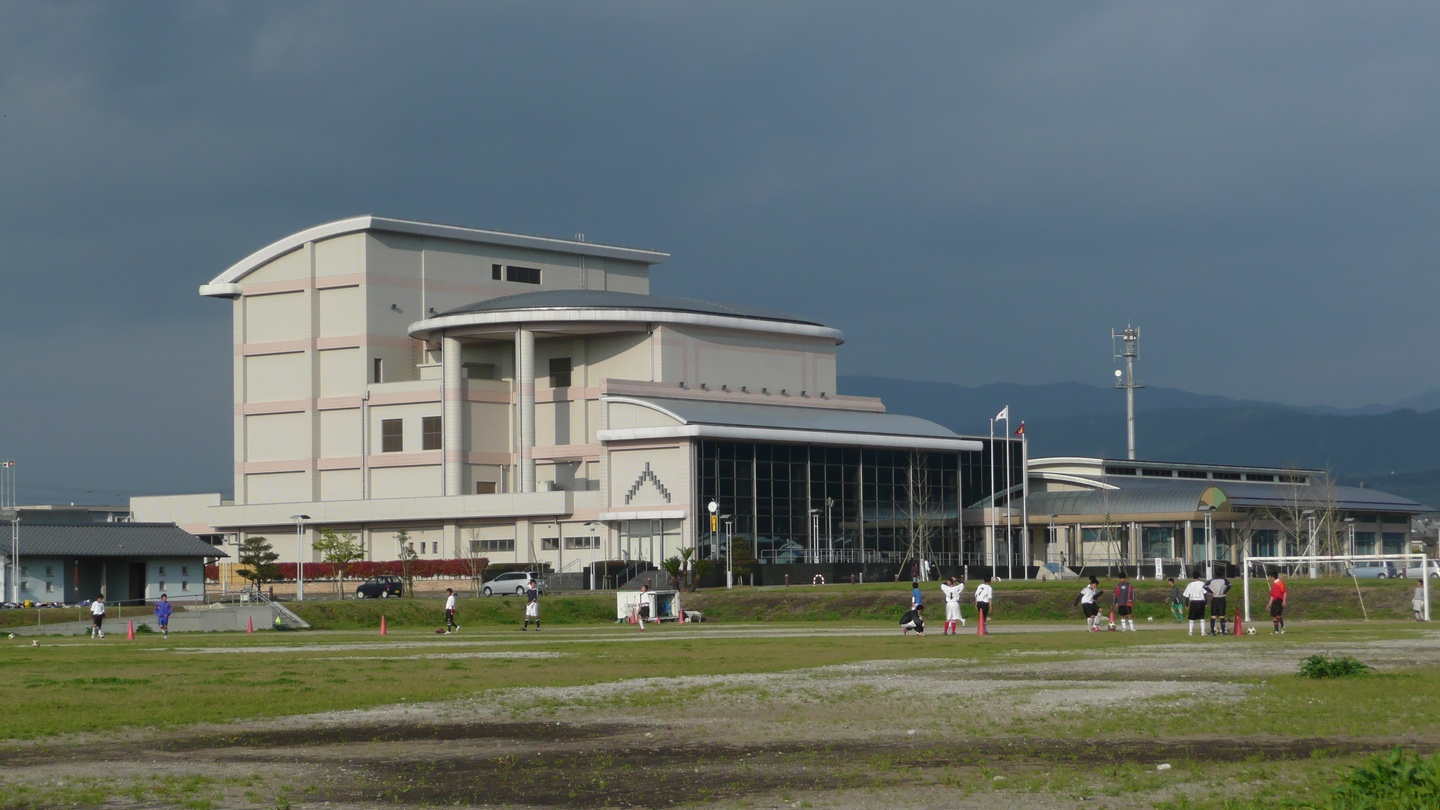
三股町立文化会館

- 町長：木佐貫辰生（2010年9月就任、現在4期目）
- 町議会：議員定数12人（任期は2023年まで）

## 地域

### 人口
| |                                        |  |
| 三股町と全国の年齢別人口分布（2005年） | 三股町の年齢・男女別人口分布（2005年） |  |
| ■紫色 ― 三股町 ■緑色 ― 日本全国 | ■青色 ― 男性 ■赤色 ― 女性              |  |
| 三股町（に相当する地域）の人口の推移 \| 1970年（昭和45年） \| 14,699人 \| \| \| 1975年（昭和50年） \| 15,789人 \| \| \| 1980年（昭和55年） \| 17,713人 \| \| \| 1985年（昭和60年） \| 18,832人 \| \| \| 1990年（平成2年） \| 21,011人 \| \| \| 1995年（平成7年） \| 22,941人 \| \| \| 2000年（平成12年） \| 24,056人 \| \| \| 2005年（平成17年） \| 24,545人 \| \| \| 2010年（平成22年） \| 24,800人 \| \| \| 2015年（平成27年） \| 25,404人 \| \| \| 2020年（令和2年） \| 25,591人 \| \| |                                        |  |
| 総務省統計局 国勢調査より |                                        |  |
| 1970年（昭和45年） | 14,699人                               |  |
| 1975年（昭和50年） | 15,789人                               |  |
| 1980年（昭和55年） | 17,713人                               |  |
| 1985年（昭和60年） | 18,832人                               |  |
| 1990年（平成2年） | 21,011人                               |  |
| 1995年（平成7年） | 22,941人                               |  |
| 2000年（平成12年） | 24,056人                               |  |
| 2005年（平成17年） | 24,545人                               |  |
| 2010年（平成22年） | 24,800人                               |  |
| 2015年（平成27年） | 25,404人                               |  |
| 2020年（令和2年） | 25,591人                               |  |

### 教育
高等学校
- 櫻美学園高等学校（私立）

中学校
- 三股町立三股中学校

閉校になった中学校は宮崎県中学校の廃校一覧#北諸県郡を参照。
小学校
- 三股町立三股小学校
- 三股町立勝岡小学校
- 三股町立梶山小学校
- 三股町立宮村小学校
- 三股町立長田小学校
- 三股町立三股西小学校

## 交通
最寄り空港は宮崎空港。

### 鉄道

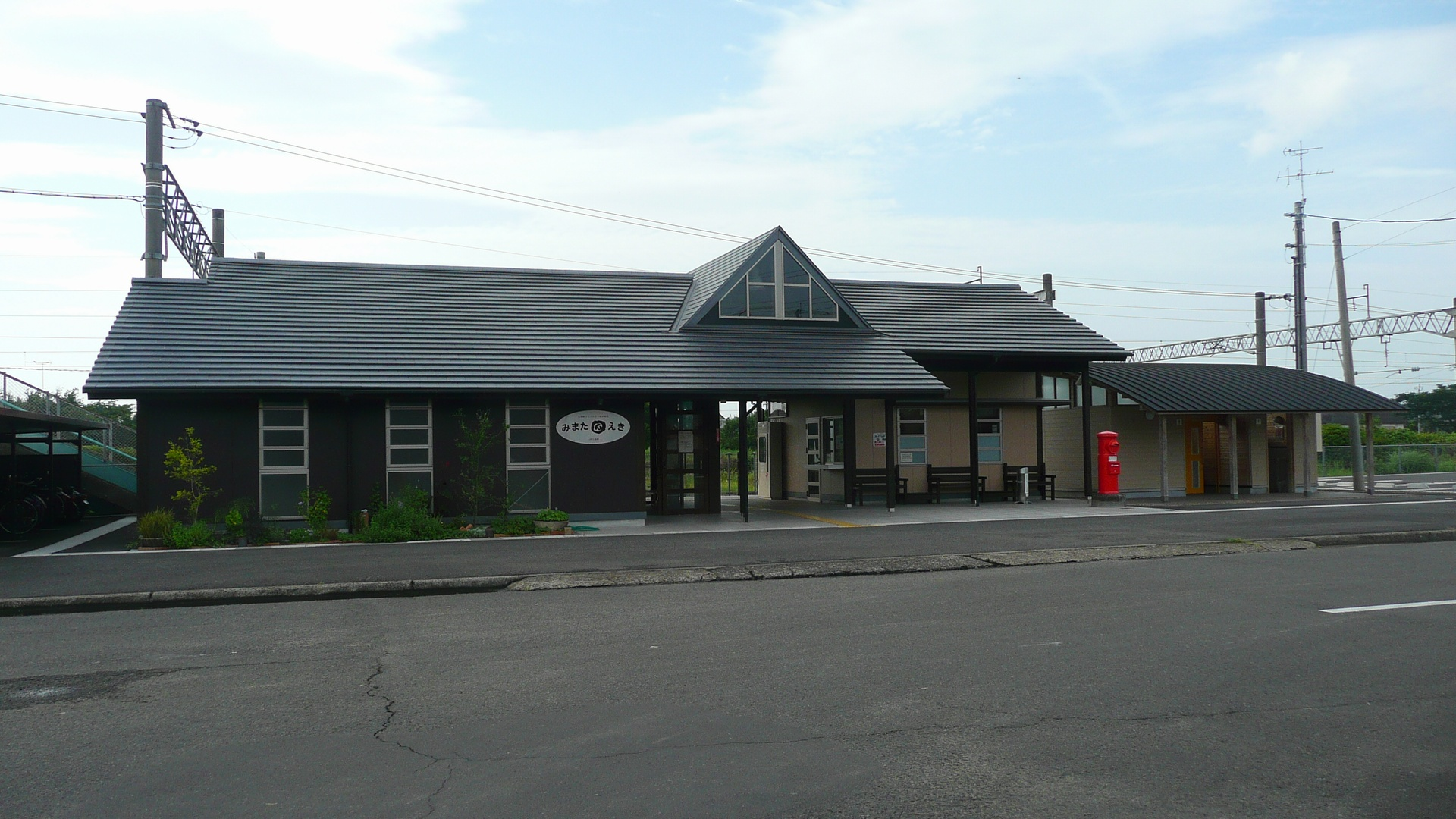
三股駅

- 九州旅客鉄道（JR九州）
  - 日豊本線
    - 餅原駅 - 三股駅

### 路線バス
- 宮崎交通 - 都城市と三股町を結ぶ路線を運行する（イオンモール都城駅前 - 都城駅 - 南九州大学 - 都城運転免許センター - 都城東高校 - JR三股駅前）。
- 三股町コミュニティバス「くいまーる」 - 三股町が運営するコミュニティバス。町内各地に路線がある。

### 道路
町内を横断する道路として主要地方道都城北郷線（県道33号）があり、都城市と日南市を結ぶ。町中心部からは南側に主要地方道都城東環状線（県道12号）、北側に主要地方道三股高城線（県道47号）が分岐し、それぞれ都城市内で国道269号に接続する。
高速道路は国道269号線を経由して宮崎自動車道山之口スマートインターチェンジを利用するのが最寄りとなる。
- 一般国道
  - 国道222号（牛の峠バイパス）※一部未完成
  - 国道269号
- 主要地方道
  - 宮崎県道12号都城東環状線
  - 宮崎県道33号都城北郷線
  - 宮崎県道47号三股高城線
- 一般県道
  - 宮崎県道108号財部庄内安久線
  - 宮崎県道343号鰐塚山田野停車場線
  - 宮崎県道423号三股停車場線

## 町内の名所
- 椎八重公園
- かくれ念仏洞
- 上米公園
- 長田峡
- しゃくなげの森
- アトリエロード
- 鰐塚山
- 牛の峠
- 田の神さ
- 都城島津三代 北郷久秀・弟忠通の墓
- 御年神社
- 御崎神社
- 早馬神社
- 稲荷神社

## 著名な出身者
- 轟木利治（参議院議員）
- 山添藤真（京都府与謝野町長）
- 木之前葵（地方競馬騎手）
- 久保博三（GO!THE SKIP ボーカル）
- 馬渡松子(シンガーソングライター)
- 鶴田任男（馬主）ツルマルボーイ等のオーナー。1990年東京優駿4着馬であるツルマルミマタオーの馬名は、同町名に由来している。
- 橋口弘次郎（JRA調教師）
- 湯場忠志（プロボクサー）元ボクシング日本ライト級・スーパーライト級・ウェルター級・現ミドル級チャンピオン